# Mycielscy herbu Dołęga

Herb Dołęga

Mycielscy – polski ród herbu Dołęga, hrabiowie pruscy od 1822.

## Historia
Mycielscy pochodzą od Wojciecha z Mycielina Mycielskiego (burgrabia koniński i podwojewodzi kaliski, poznańskie księgi grodzkie wymieniają go w roku 1496) i jego żony Małgorzaty Starogrodzkiej. Ich syn, Jan z Anny Dobrzyckiej, miał 4 córki: Barbarę Łącką, Dorotę Radzimską, Zofię Trąmpczyńską, Annę Wiktorowską i syna Tomasza dz. Bogusławic. Synowie Tomasza z Agnieszki Rudomickiej dali początek dwom liniom: Stanisław – linii sieradzkiej, Piotr – linii wielkopolskiej (zwanej hrabiowską); znana była także linia małopolska (galicyjska). Dzięki wielu powiązaniom rodzinnym (m.in. z Radziwiłłami, Wiśniowieckimi, Potockimi, Tarnowskimi, Szembekami, Dzieduszyckimi) ród stał się jednym z potężniejszych, szczególnie w Wielkopolsce. Mycielscy w XV wieku służyli w piechocie chłopskiej i zasłużyli się pod Grunwaldem. Dzięki temu otrzymali szlachectwo oraz dopuszczenie do herbu Dołęga.
Mycielscy sprowadzali do swoich dóbr rzemieślników, byli tolerancyjni do przybyszów i innowierców np. Jan Nepomucen Mycielski (właściciel Gostynia) wydał 14 kwietnia 1775 edykt tolerancyjny pozwalający na osiedlanie się w mieście protestantom. W ich rezydencji kobylepolskiej "panowały obyczaje francuskie, mowa francuska, a pełno Francuzów i Francuzek było we dworze".
Wśród członków rodu byli m.in. żołnierze, działacze społeczni i patriotyczni, uczeni oraz artyści, starostowie (głównie konińscy i kolscy).

### Etymologia nazwiska
Mycielscy pochodzili ze wsi Mycielin w powiecie kaliskim pod Stawiszynem. Nazwisko pochodzi od przymiotnika nazwy wsi Mycielin: Mycielski.

## Posiadłości
- Wolsztyn[10] (od 1890)[11]
- Gostyń[6]
- Poniec[12], Pałac w Rokosowie
- Szamotuły[1]
- Września[13]
- Kobylepole (ok. 120 ha[14])[1], Browar Mycielskich
- Spławie
- Łęg
- Drzęczewo Drugie
- Osieczna (1690–1744)
- Motowidłówka
- Borynicze k. Chodorowa
- Łuczanowice[15] (od 1888), Dwór w Łuczanowicach (1902, Władysław Mycielski), kaplica, mleczarnia[16]
- Wiśniowa, Kaplica grobowa Mycielskich w Wiśniowej[17]
- Nienadowa k. Przemyśla
- Siedmiorogowo, Dwór w Siedmiorogowie (od 2 poł. XIX w.)
- Chocieszewice
- Zalesie
- Zimna Woda
- Gzichów (1860–1863)[18]

Po II wojnie światowej majątki zostały znacjonalizowane.

## Pochodzenie znanych członków rodu
- Maciej Mycielski (1690–1747) – starosta koniński od 1744[19][5]
  - Józef Mycielski (1733–1789) – starosta koniński, woj. inowrocławski, generał lejtnant; najstarszy syn Macieja[5]
    - Michał Ignacy Ksawery Mycielski (1760–1815) – starosta; najstarszy syn Józefa[5]
      - Józef Nikodem Mycielski (1794–1867) – syn Michała
        - Michał Józef Jan Mycielski (1822–1905) – syn Józefa
        - Feliks Teodozjusz Józef Mycielski (1827–1887) – syn Józefa
          - Roman Mycielski (1856–ok. 1877) – syn Feliksa
          - Adam Mycielski (1860–1894) – syn Feliksa
          - Józef Mycielski (ok. 1860–1875) – syn Feliksa
          - Władysław Mycielski (1861–1939) – syn Feliksa
            - Andrzej Mycielski (1900–1993) – profesor prawa[20]; syn Władysława
              - Jerzy Feliks Mycielski (1930–1986) – fizyk, prof. UW[21]; najstarszy syn Andrzeja[3]
                - Maciej Mycielski (1965–) – historyk; syn Jerzego Feliksa[22]

              - Elżbieta Wanda Mycielska–Dowgiałło (1932–) – profesor geografii; córka Andrzeja
              - Andrzej Mieczysław Karol Mycielski (1933–) – profesor; syn Andrzeja

          - Stanisław Mycielski (1864–1933) – działacz gospodarczy, poseł na galicyjski sejm krajowy; syn Feliksa
            - Ludwik Mycielski (1894–1933) – syn Stanisława
              - Hieronim Mycielski (1932–2021) – chemik; syn Ludwika[23][24]
                - Maria Jadwiga Mycielska (1963–) – socjolog, doktor nauk ekonomicznych, wykładowca[25][26]; córka Hieronima
                  - Marcin Stanisław Mycielski (1984–) – b. korespondent Gazety Wyborczej[27], wiceprezes Fundacji Otwarty Dialog[28][29]; syn Marii

            - Feliks Mycielski (1895–1921) – syn Stanisława

          - Edward Mycielski (1865–1939) – działacz polityczny, przemysłowiec, poseł na sejm galicyjski, zastępca posła do Rady Państwa; syn Feliksa
            - Stanisław Kostka Mycielski (1897–1977) – dyplomata w II RP; syn Edwarda
              - Roman Edward Alfred Mycielski (1933–2017) – profesor biologii; syn Stanisława

        - Franciszek Cyrjak Cyprian Mycielski (1831–1901) – syn Józefa
          - Jerzy Mycielski (1856–1928) – historyk, historyk sztuki, profesor UJ, kolekcjoner dzieł sztuki, mecenas sztuk pięknych[3]; syn Franciszka
          - Jan Antoni Izajasz Mycielski (1856–1928) – syn Franciszka
            - Franciszek Włodzimierz Mycielski (1899–1977) – syn Jana
            - Jan Zygmunt Mycielski (1901–1972) – syn Jana
              - Jan Stanisław Mycielski (1932–2025) – matematyk, logik, filozof matematyki; syn Jana
              - Paweł Mycielski (1936–) – syn Jana

            - Kazimierz Jan Leon Mycielski (1904–1984) – syn Jana
            - Zygmunt Mycielski (1907–1987) – kompozytor, publicysta, pisarz, krytyk muzyczny; syn Jana

          - Kazimierz Mycielski (1860–1863) – syn Franciszka

      - Franciszek Ksawery Antoni Mycielski (1797–1822) – syn Michała
      - Stanisław Mycielski (1800–1876) – syn Michała
      - Teodor Kazimierz Maciej Mycielski (1804–1874) – hr. pruski, ppor., adiutant gen. Ludwika Kickiego, dziedzic Chocieszewic, Siedmiorogowa, Zalesia i Zimnejwody; syn Michała
        - Ludwik Mycielski (1837–1863) – rotmistrz, ziemianin, powstaniec styczniowy; syn Teodora
        - Nepomucen Mycielski (1837–1890) – syn Teodora
        - Ignacy Mycielski (1842–1884) – oficer pruski; syn Teodora
        - Teodor Mycielski (1847–1848) – syn Teodora
        - Alfred Piotr Mycielski (1849–1918) – syn Teodora
        - Zygmunt Mycielski (1851–1892) – syn Teodora
        - Stefan Kazimierz Eugeniusz Mycielski (1863–1913) – ziemianin, podporucznik; syn Teodora[11]

    - Stanisław Mycielski (1767–1813) – działacz niepodległościowy, pułkownik wojsk napoleońskich; syn Józefa
      - Ludwik Mycielski (1799–1831) – oficer, powstaniec listopadowy; brat–bliźniak Michała, syn Stanisława
        - Stanisław Mycielski (1823–1878) – syn Ludwika
          - Jan Kazimierz Mycielski (1864–1913) – rolnik[30], malarz, grafik; syn Stanisława
          - Józef Mycielski (1855–1918) – historyk, publicysta; syn Stanisława
            - Maciej Mycielski (1885–1902) – syn Józefa
            - Stanisław Mycielski (1891–1977) – syn Józefa
            - Wojciech Mycielski (1892–1942) – syn Józefa
            - Władysław Mycielski (1894–1941) – syn Józefa

        - Michał Mycielski (1826–1906) – jezuita, misjonarz; syn Ludwika
          - Ludwik Mycielski (1854–1926) – działacz społ., poseł do parlamentu Rzeszy; syn Michała
            - Michał Mycielski (1894–1972) – ziemianin, rotmistrz ułanów; syn Ludwika

      - Michał Mycielski (1799–1849) – generał; brat–bliźniak Ludwika,syn Stanisława
      - Józef Mycielski (1801–1885) – ziemianin, powstaniec listopadowy, przedsiębiorca; syn Stanisława
        - Franciszek Mycielski (1834–1840) – syn Józefa

  - Stanisław Mycielski (1743–1818) – pisarz, starosta lubiatowski, generał–major wojsk litewskich; syn Macieja
  - Jan Nepomucen Mycielski – najmłodszy syn Macieja[5]
    - Ignacy Mycielski (1784–1831) – generał, syn Jana Nepomucena